# Pangrango
Pangrango är en krater i Indonesien. Den ligger i den västra delen av landet, 60 km söder om huvudstaden Jakarta. Toppen på Pangrango är 2 294 meter över havet.
Terrängen runt Pangrango är bergig söderut, men norrut är den kuperad. Runt Pangrango är det mycket tätbefolkat, med 1 095 invånare per kvadratkilometer. Närmaste större samhälle är Sukabumi, 17,0 km söder om Pangrango. I omgivningarna runt Pangrango växer i huvudsak städsegrön lövskog.